# 3 Scenes Plus a Tag from a Marriage
"3 Scenes Plus a Tag from a Marriage" (Sin título en Hispanoamérica y Tres escenas y el final de un matrimonio en España) es el decimotercer episodio de la vigesimonovena temporada de la serie televisiva animada Los Simpson, y el episodio 631 de la serie en general. Se emitió en los Estados Unidos en Fox el 11 de febrero de 2018. El título hace referencia a la miniserie televisiva sueca de 1973 Secretos de un matrimonio.

## Argumento
Después de ver una película de superhéroes y de la insistente petición de Bart Simpson y Lisa Simpson mientras se quedaban después de los créditos para las secuencias media y poscrédito, la familia Simpson regresa a casa de Capital City. Homer Simpson y Marge Simpson comienzan a narrar la historia de cómo vivían allí antes de casarse, y tan pronto como observan su viejo apartamento, la pareja invita a los niños a visitarlo.
Conocen a los nuevos propietarios del alojamiento, que le dan a Marge su correo. Siguen contando su historia a los dueños, explicando cómo Marge era una fotógrafa que trabajaba para una compañía de noticias liderada por J.J. Gruff mientras Homer trabajaba en una nueva compañía llamada Flashmouth, iban de fiesta, veían películas, veían el cielo estrellado encima de un coche, luego llegó Bart y todo cambió.
Sus carreras fueron cuesta abajo, cuando los niños y sus trabajos no coincidían. Homer perdió su trabajo y Marge fue amenazada por J.J. Gruff para ser reemplazada por Booberella si Marge no conseguía una nueva historia de vida nocturna.
Al tratar de escribir un artículo, Marge entrevista a John Baldessari, pero Homer y Bart entran a la galería después de que Bart manejó el auto en un ferry mientras Homer dormía, y comenzó a hacer bromas. Cuando Marge le presentó las fotos a J.J. Gruff, perdió su trabajo porque la revista perdió a sus anunciantes de arte gracias a Bart.
Bart fue expulsado de la clase de kindergarten y trajeron sus problemas a la Iglesia. La solución que Reverend Lovejoy propuso al mostrarles un video llamado "Problem Child" (Niño Problema), que sugiere que la solución para los niños alborotadores era tener un segundo hijo. Así nació Lisa.
Lo que demostraron a la pareja fue demasiado terrible que la futura esposa abandonara la casa, pero la familia, obligando a sonreír para demostrar que están felices, la trajo de vuelta.
En la última escena la familia regresa a Springfield, mientras Lisa comienza a preguntar más historias de sus antecedentes. Se detienen en el Doughy Dozen Bagels para comer algunos bagels. Homer y Marge están solos, pero son molestados por los niños que se mueven en el auto mientras que el Abuelo Simpson los observa.

## Recepción
Dennis Perkins de The A.V. Club dio a este episodio una B-, declarando, "'3 Scenes Plus A Tag From A Marriage' puede ser sólo uno de un puñado de la pareja se acreditan con la escritura, pero han estado a bordo de The Simpsons' barco durante mucho, mucho tiempo. Esa familiaridad sirve para sazonar este episodio con más de un puñado de chistes decentes que se sostienen por sí solos, independientemente de lo que quede por hacer en la línea de tiempo del programa en este momento. Pero también lleva un olor de auto-entretenimiento referencial que hace que el episodio se sienta inesencial. Ver a dos viejos profesionales marcar un reloj hace reír a carcajadas, pero aún no es el lugar para la comedia innovadora de Simpsons".
"3 Scenes Plus a Tag from a Marriage" obtuvo una puntuación de 0,9 con 4 acciones y fue visto por 2,15 millones de personas, lo que lo convierte en el programa mejor valorado de la noche por Fox.